# 東北民主連軍
東北民主連軍（とうほく-みんしゅ-れんぐん）は中国共産党が国共内戦再開に備えて、東北で編成した軍隊組織。東北人民自治軍を前身とし、後に東北人民解放軍（東北野戦軍）に発展した。

## 成立
1945年11月14日、東北人民自治軍は東北民主連軍に改称された。中共中央の「建立強固的東北根据地」の指示に従い、東北民主連軍は、国民党が占拠する大中都市から離れた市町村に工作の重点を置き、師（旅）を単位として東北各地に分散して、群集の扇動、残敵と土匪の掃討、根拠地建設に従事した。1946年3月までに、全区で約7万人の土匪が撃滅された。
この間、部隊整備が進められ、各軍区は東満、西満、南満、北満の4個二級軍区に区分された。部隊の統廃合が進められ、主力は各軍区の指揮下に入り、各省軍区と軍分区が調整された。
その後の情況の変化により、東北民主連軍は、中国共産党中央軍事委員会の指示に従い、1ヶ月以上、四平保衛戦を進行し、共産党と国民党の交渉進展に呼応した。

## 国共内戦
1946年2月3日、占領地の通化で蜂起した日本人と国民党党員を朝鮮人民義勇軍と共同で鎮圧する（通化事件）。1946年6月下旬、国民党は国共内戦を再開した。東北民主連軍は、中共中央の東北に対する闘争方針と中共中央東北局の「関于東北目前形勢与任務的決議」（いわゆる「七・七決議」）精神に従い、国民党軍の戦線が延長して、兵力が分散するのを待ちつつ、残敵と土匪の掃討、群衆扇動、土地改革を行い、根据地を確固たるものにすることを決定した。同時に、部隊整備も加速された。
8月～10月の間、前後して山東第1師、第2師と旧濱海支隊が第7縦隊に拡張され、東北民主連軍第1縦隊が編成された。華中第3師（第7旅欠）から第2縦隊が編成された。山東第7師と華中第3師第7旅から第6縦隊が編成された。以前に編成されていた第3縦隊、第4縦隊、陝甘寧第359旅と南満独立第1師、第2師、第3師と合わせて、計5個縦隊、1個旅、3個独立師、約12万人を有した。
砲兵を重点とした特種兵建設の強化のために、1947年3月、9個砲兵団、27個営、120個連、1個戦車大隊、1個高射砲大隊が編成され、東北砲兵学校を基盤に砲兵司令部と政治部が設置された。また、帰順した馬賊からは、10個騎兵団と1個騎兵支隊が編成された。護路軍司令部が設置され、各地に7個団の護路部隊3,400人を分散配置し、鉄道の警備を保証した。
この外、東北軍政大学、東北医科大学及び砲兵、工兵、測絵（測量）、通信、軍需、汽車（自動車）、航空、外国語等各種専門学校が開校され、各種人材を訓練し、部隊に供給した。

## 活動
国民党の「南攻北守、先南後北」進攻計画に対抗するため、1946年10月下旬～11月初め、東北民主連軍は、新開峰戦役を発動し、遼寧寛甸西北地区において、国民党軍1個師を撃滅した。南北満主力は、「三下江南、四保臨江」作戦を進行し、国民党軍を防勢に転移せしめ、東北解放区を拡大した。1947年4月20日、中共中央は、晋察冀軍区の冀熱遼軍区及び所属部隊約8万人を東北民主連軍に配属し、東北民主連軍の総兵力は46万人に達した。
1947年5月中旬、東北民主連軍は、攻勢転移し、長春－瀋陽と瀋陽－吉林鉄道の両側地区で夏季攻勢を発動し、国民党軍約8万人を撃滅した。8月～9月の間、12個独立師（旅）から第7、第8、第9、第10縦隊が編成され、南満、冀察熱遼の2個軍区前方指揮所（後に第1、第2前方指揮所に改称）が設置された。9月中旬、東北民主連軍は、9個縦隊の兵力を集中させて秋季攻勢を発動し、国民党軍6万9千人を撃滅し、15市を占領し、東北戦域の主導権を掌握した。

## 消滅
1948年1月1日、東北民主連軍は、東北人民解放軍に改称された。東北人民解放軍は、東北軍区と東北野戦軍に区分され、旧民主連軍総部は、軍区兼野戦軍の指揮機関となった。